# Mischverfassung
| Anzahl der Herrscher | Gemeinwohlorientiert (gute Verfassung) | Eigennützig (schlechte Verfassung) |
| Einer                | Monarchie                              | Tyrannis                           |
| Einige               | Aristokratie                           | Oligarchie                         |
| Alle                 | Politie                                | Demokratie                         |

Der Begriff Mischverfassung bezeichnet eine Verfassung, in der Elemente zweier oder mehrerer sogenannter „guter“ Staatsformen vermischt sind (Demokratie alias Politie, Aristokratie, Monarchie), wodurch eine neue, zusammengesetzte, bessere Staatsform entstehe. Diese sei den reinen (d. h. „ungemischten“) Staatsformen auf Grund ihrer Stabilität überlegen.

## Allgemein
Vor allem die klassische Antike brachte dahingehende Theorien hervor, so zum Beispiel bei Herodot, Aristoteles (wie in seiner Politie), Platon und Polybios. Ferner haben auch moderne Theoretiker an die antike Mischverfassungstheorie angelehnte Staatsmodelle entworfen, so beispielsweise Montesquieu mit der gewaltenteiligen Mischverfassung. Mit Beginn der Moderne endet die staatsethische Unterscheidung nach „guten“ und „schlechten“ Verfassungsformen seitens der politischen Philosophie.
Gerade in der Antike wurde das Prinzip der Mischverfassung als ideale Verfassungsform gepriesen, da sie große politische Stabilität gewährleiste, u. a. weil sie von Kreislauf der Verfassungen verschont bliebe. Der ideengeschichtlich bedeutendste politische Denker in dieser Hinsicht war Aristoteles, der die Idee der gemischten Verfassung ausgearbeitet hat. Auch die Römische Republik wurde in diesem Zusammenhang von Polybios als eine gemischte Verfassung bezeichnet. Gleiches gilt für die ähnlich aufgebaute Verfassung Karthagos.
Ob es tatsächlich jemals einen Staat gemischter Verfassung gegeben hat, ist bis heute allerdings höchst umstritten, wenngleich Rom oder Sparta oft als solche charakterisiert wurden und werden. Auch die US-Verfassung gilt als Mischverfassung (vgl. Federalist-Artikel Nr. 40), bei der die Founding Fathers explizit auf Polybios zurückgegriffen haben. Mit der Delegitimierung aller nicht-demokratischen Staats- bzw. Regierungsformen in der späten Neuzeit verschwand die Mischverfassungstheorie aus dem lebendigen politischen Gedankengut. In der immer noch aktuellen Theorie der Gewaltenteilung lebt ihr Grundgedanke (von der Aufteilung politischer Macht im Staate) jedoch fort.

## Die römische Mischverfassung nach Polybios
| Verfassungsorgan: | staatstheoretische Einordnung: |
| Consulat          | monarchisches Element          |
| Senat             | aristokratisches Element       |
| Volksversammlung  | demokratisches Element         |

Der griechische Politiker und Historiker Polybios führt in seinen Historien (Buch VI) den Aufstieg Roms zur ersten Weltmacht seiner Zeit auf dessen Verfassung zurück. Diese sei besonders stabil und bringe Eintracht und Frieden im Inneren, was u. a. die machtvolle Außenpolitik des römischen Staates bedinge. Im Verfassungsgefüge der Römischen Republik sei das Konsulat ein monarchisches, der Senat ein aristokratisches Element und in den Rechten des Volkes, ausgeübt in verschiedenen Comitien, komme ein demokratisches Element der Staatsordnung zum Vorschein. Wichtig ist anzumerken, dass er bei dieser Analyse einerseits zentrale Merkmale der römischen Ämter- und Sozialordnung übersieht, so die Prinzipien von Annuität und Kollegialität, das Klientelwesen oder die Rolle der Nobilität.
Polybios’ Charakterisierung des römischen Staates als Mischverfassung überzeugt demnach nur partiell. Andererseits hat seine Argumentation auch etwas für sich: So hatten die Ständekämpfe tatsächlich eine Beteiligung des Volkes an der Herrschaft zur Folge, so wie auch angesichts der Stellung der Konsuln eine ausschließliche Konzentrierung der Staatsgewalt beim Senat nicht unbedingt schlüssig erscheint.
Die gemischte Verfassung hat Polybios zufolge drei entscheidende Vorteile gegenüber einem ungemischten Staatswesen: Erstens, dass sie die Macht im Staate begrenzen und kontrollieren kann, indem jede politische Kraft ein Gegengewicht findet. Zweitens, dass in einem so aufgebauten Staat alle Verfassungsorgane zur Kooperation gezwungen sind. Drittens, und das folgt aus den ersten beiden Vorteilen, ist eine gemischte Verfassung besonders stabil. Das Beispiel Spartas habe dies gezeigt, während Athen und Theben Gegenbeispiele darstellten, deren Erblühen nur auf vorübergehendem politischem Glück beruht habe.